# Fútbol en los Juegos del Pacífico Sur de 1987
El fútbol fue uno de los deportes disputados en los Juegos del Pacífico Sur 1987, que se llevaron a cabo en Nueva Caledonia.
La selección local consiguió la medalla de oro venciendo a Tahití 1-0 en la final.

## Equipos participantes
| Nueva Caledonia | Papúa Nueva Guinea | Samoa Americana |
| Tahití          | Vanuatu            | Wallis y Futuna |

## Resultados

### Primera ronda
| Equipo             | Pts | PJ | PG | PE | PP | GF | GC | Dif |
| ------------------ | --- | -- | -- | -- | -- | -- | -- | --- |
| Nueva Caledonia    | 8   | 5  | 4  | 0  | 1  | 25 | 4  | 21  |
| Tahití             | 7   | 5  | 4  | 1  | 0  | 36 | 3  | 33  |
| Papúa Nueva Guinea | 6   | 5  | 3  | 0  | 2  | 23 | 3  | 20  |
| Vanuatu            | 5   | 5  | 2  | 1  | 2  | 15 | 10 | 5   |
| Wallis y Futuna    | 2   | 5  | 1  | 0  | 4  | 7  | 18 | -11 |
| Samoa Americana    | 0   | 5  | 0  | 0  | 5  | 1  | 69 | -68 |

| Fecha           | Lugar           |                    |                               | Resultado |                               |                    |
| --------------- | --------------- | ------------------ | ----------------------------- | --------- | ----------------------------- | ------------------ |
| 9 de diciembre  | Nueva Caledonia | Nueva Caledonia    | Bandera de Nueva Caledonia    | 10:0      | Bandera de Samoa Americana    | Samoa Americana    |
| 9 de diciembre  | Nueva Caledonia | Tahití             | Bandera de Polinesia Francesa | 0:0       | Bandera de Papúa Nueva Guinea | Papúa Nueva Guinea |
| 9 de diciembre  | Nueva Caledonia | Vanuatu            | Bandera de Vanuatu            | 6:1       | Bandera de Wallis and Futuna  | Wallis y Futuna    |
| 10 de diciembre | Nueva Caledonia | Nueva Caledonia    | Bandera de Nueva Caledonia    | 2:0       | Bandera de Papúa Nueva Guinea | Papúa Nueva Guinea |
| 10 de diciembre | Nueva Caledonia | Tahití             | Bandera de Polinesia Francesa | 4:0       | Bandera de Wallis and Futuna  | Wallis y Futuna    |
| 10 de diciembre | Nueva Caledonia | Vanuatu            | Bandera de Vanuatu            | 7:0       | Bandera de Samoa Americana    | Samoa Americana    |
| 12 de diciembre | Nueva Caledonia | Nueva Caledonia    | Bandera de Nueva Caledonia    | 2:3       | Bandera de Polinesia Francesa | Tahití             |
| 12 de diciembre | Nueva Caledonia | Vanuatu            | Bandera de Vanuatu            | 1:1       | Bandera de Papúa Nueva Guinea | Papúa Nueva Guinea |
| 12 de diciembre | Nueva Caledonia | Wallis y Futuna    | Bandera de Wallis and Futuna  | 5:1       | Bandera de Samoa Americana    | Samoa Americana    |
| 15 de diciembre | Nueva Caledonia | Nueva Caledonia    | Bandera de Nueva Caledonia    | 5:1       | Bandera de Wallis and Futuna  | Wallis y Futuna    |
| 15 de diciembre | Nueva Caledonia | Papúa Nueva Guinea | Bandera de Papúa Nueva Guinea | 20:0      | Bandera de Samoa Americana    | Samoa Americana    |
| 15 de diciembre | Nueva Caledonia | Tahití             | Bandera de Polinesia Francesa | 2:1       | Bandera de Vanuatu            | Vanuatu            |
| 17 de diciembre | Nueva Caledonia | Nueva Caledonia    | Bandera de Nueva Caledonia    | 6:0       | Bandera de Vanuatu            | Vanuatu            |
| 17 de diciembre | Nueva Caledonia | Papúa Nueva Guinea | Bandera de Papúa Nueva Guinea | 2:0       | Bandera de Wallis and Futuna  | Wallis y Futuna    |
| 17 de diciembre | Nueva Caledonia | Tahití             | Bandera de Polinesia Francesa | 27:0      | Bandera de Samoa Americana    | Samoa Americana    |

### Segunda ronda

#### Medalla de bronce
| Fecha           | Lugar           |                    |                               | Resultado |                    |         |
| --------------- | --------------- | ------------------ | ----------------------------- | --------- | ------------------ | ------- |
| 19 de diciembre | Nueva Caledonia | Papúa Nueva Guinea | Bandera de Papúa Nueva Guinea | 3:1       | Bandera de Vanuatu | Vanuatu |

#### Final
| Fecha           | Lugar           |                 |                            | Resultado |                               |        |
| --------------- | --------------- | --------------- | -------------------------- | --------- | ----------------------------- | ------ |
| 19 de diciembre | Nueva Caledonia | Nueva Caledonia | Bandera de Nueva Caledonia | 1:0       | Bandera de Polinesia Francesa | Tahití |

| Bandera de Nueva Caledonia |
| Campeón Nueva Caledonia    |
| Cuarto título              |